# Фенцзянь
Фенцзянь (кит.: 封建; букв.: «розмежування і встановлення») — система управління та політична думка в Стародавньому Китаї та Імператорському Китаї , соціальна структура яких утворювала децентралізовану систему правління, подібну до конфедерації. Правлячий клас складався з Сина Неба (короля чи імператора) та аристократії, а нижчий клас складався з простолюдинів, поділених на чотири види занять (або «чотири категорії людей», а саме вчені-чиновники, селяни, робітники та торговці). Зв'язки між елітою через дружні стосунки та підкорення владі короля сягають часів династії Шан, але саме династія Західна Чжоу віддала своїх родичів із клану та товаришів по службі як васалів. За системою фенцзянь король виділяв дворянину певну ділянку землі, встановлюючи його правителем цього регіону та дозволяючи його нащадкам законно успадкувати його титул і володіння. Це створило велику кількість місцевих автономних династичних володінь.

## Розвиток
Найдавніший опис фенцзянь міститься в Класиці поезії (кит.: 詩經, Шицзін), де зображено образ процвітання, миру та порядку:
За велінням Небес вони подивилися вниз;

Люди внизу були вражені,

There were no disorders, no excesses;

They dared not be idle or pause.

Heaven’s charge was upon the lands below (Шаблон:Zhi),

Firmly were their blessings planted and established (Шаблон:Zhi).

## Система колодязів

Коричнева межа між фермами нагадує символ well (井).

Система колодязів (китайська:井田制度; піньїнь: jǐngtián zhìdù) — метод розподілу землі, який існував у деяких частинах Китаю з дев’ятого століття до нашої ери (пізня династія Західна Чжоу ) приблизно до кінця періоду Воюючих держав . Його назва походить від китайського ієрогліфа 井(jǐng), що означає «колодязь» і виглядає як символ # ; цей символ представляє теоретичний вигляд поділу землі: квадратна ділянка землі була поділена на дев'ять однакових за розміром ділянок; вісім зовнішніх секцій (私田; sītián) приватно оброблялися селянами, а центральна частина (公田; gōngtián) оброблялася спільно від імені аристократа-землевласника.
У той час як усі поля належали аристократам, приватними полями керували виключно окремі родини, а продукція належала виключно фермерам. Лише продукція з общинних полів, оброблена всіма вісьмома сім’ями, йшла до аристократів, а вона, у свою чергу, могла йти королю як данина.
Будучи частиною більшої системи фенцзянь, система колодязів стала напруженою у весняно-осінній період, оскільки родинні зв’язки між аристократами втрачали сенс. Коли система стала економічно неспроможною в період Воюючих царств, її замінила система приватної власності на землю. Вперше це було призупинено в штаті Цинь Шан Яном, а інші китайські штати незабаром наслідували його приклад.
У рамках реформ, проведених Ван Маном під час короткочасної династії Сінь, систему було тимчасово відновлено і перейменовано на Королівські поля (王田; wángtián). Ця практика була більш-менш покінчена династією Сун, але такі вчені, як Чжан Цзай і Су Сюнь, були в захваті від її відновлення і говорили про це, можливо, надто спрощено захоплюючись, посилаючись на те, що Мен-цзи часто хвалив систему.

## «Феодалізм» і китайський марксизм
Історики-марксисти в Китаї описували середньовічне китайське суспільство як переважно феодальне. Система фенцзянь особливо важлива для марксистської історіографічної інтерпретації китайської історії в Китаї, від рабовласницького суспільства до феодального суспільства. Першим, хто запропонував використовувати цей термін для китайського суспільства, був історик-марксист і один із провідних письменників Китаю 20-го століття Го Моруо в 1930-х роках. Погляди Го Моруо домінували в офіційній інтерпретації історичних записів, згідно з якими політична система під час пізньої династії Чжоу бачила поступову трансформацію суспільства з рабовласницького у феодальне суспільство. Стверджується, що в період воюючих царств суспільство почало розвивати інститути, які можна порівняти з феодальною системою в середньовічній Європі. Дотримуючись теорії історичного матеріалізму Маркса , Го стверджує, що моделі суспільства розвиваються під впливом технологічного прогресу. Наприклад, з відкриттям бронзи та появою бронзових знарядь праці суспільство прогресувало від первісного комунізму до рабовласницького суспільства. Подібним чином із запровадженням металургії заліза приблизно в 5 столітті до н. е. китайське суспільство поступово спостерігало централізацію влади, появу тотальної війни та відхід від рабства як основного способу виробництва суспільства. Тому Го стверджує, що з об’єднанням Китаю під керівництвом першого імператора Цінь Ши Хуан-ді Китай офіційно перейшов у феодальне (або фенцзяньське) суспільство. У роботі Го, однак, фенцзянь більше не посилався на класичну систему «розмежування та встановлення», а прирівнювався до західної історичної стадії феодалізму. Деякі історики визначили «майже псевдоісторичну» природу оцінки Ґо та стверджують, що використання Ґо фенцзянь було навмисним неправильним використанням з метою усунення децентралістських та сепаратистських ідеологій.